# Hamacantha atoxa
Hamacantha atoxa är en svampdjursart som beskrevs av Claude Lévi 1993. Hamacantha atoxa ingår i släktet Hamacantha och familjen Hamacanthidae.
Artens utbredningsområde är Nya Kaledonien. Inga underarter finns listade i Catalogue of Life.